# 織田杏斎
織田杏斎（おだ きょうさい）は明治時代の名古屋の画家。名は啓、字は子道、別号は緑天館。

## 生涯
弘化2年（1845年）11月24日、尾張国名古屋下茶屋町に絵師織田共樵の長男として生まれた。文久2年（1862年）父が死去し、張晋斎に師事した。
1874年（明治7年）下長者町に写真館を開いた。1875年（明治8年）結婚し、下長者町四丁目に移った。
1884年（明治17年）第二回内国絵画共進会で褒状、絵事功労褒賞を得、宮内省御用品に選ばれた。1886年（明治19年）本重町二丁目に移った。
明治43年（1910年）本重町一丁目に移った。1911年（明治44年）11月病気を患い、1912年（大正元年）11月24日死去した。

## 旅行歴
- 元治元年（1864年） - 近江国[1]
- 1877年（明治10年）5月 - 東京（山田百華堂、野崎久治同行）[1]
- 1882年（明治15年）10月 - 長野県木曽郡（中島有年同行）[1]
- 1886年（明治19年） - 伊勢地方（幸野楳嶺同行）[1]
- 1888年（明治21年） - 奥羽地方（木村金秋同行）[1]
- 1895年（明治28年） - 愛知県知多郡（鬼頭道恭、榊原文翠等同行）[1]
- 1898年（明治31年）4月 - 奈良県（青木竹涯、牧光葆同行）[1]
- 1900年（明治33年）11月 - 比叡山、京都、岡山、厳島、金刀比羅神社等[1]
- 1901年（明治34年）春 - 東京[1]
- 1901年（明治34年）秋 - 滋賀県永源寺（石河有隣、奥村石亭等同行）[1]
- 1902年（明治35年）7月 - 高野山、粉河寺等[1]
- 1903年（明治36年） - 天橋立、書写山等[1]
- 1903年（明治36年）8月 - 那智、新宮等（木村金秋同行）[1]
- 1904年（明治37年）8月秋 - 灘（森村宜稲同行）[1]
- 1905年（明治38年）1月 - 伊勢神宮[1]
- 1906年（明治39年） - 月ヶ瀬村（木村金秋同行）[1]
- 1906年（明治39年）4月 - 北陸、甲府、身延、富士川（石河有隣、木村金秋同行）[1]
- 1906年（明治39年）秋 - 京都、摂津国等（木村金秋同行）[1]
- 1907年（明治40年） - 富山、飛騨高山、中山七里等[1]
- 1908年（明治41年）夏 - 奈良、宇治、京都、丹波等（織田杏逸同行）[1]

## 作品
- 「夏雨初晴図」 飯田市美術博物館所蔵[5]

## 編著
- 「胡正言（英語版）画譜抄本」
- 「北斎漫画」
- 「前津茶会録」

## 受賞
- 明治17年（1884年） - 第二回内国絵画共進会褒状[3]、絵事功労褒賞[4]
- 明治32年（1890年） - 名古屋全国絵画共進会特別賞状[1]
- 明治39年（1906年）5月 -  第二回絵画共進会名誉賞牌[1]

## 役職
- 明治32年（1890年） 名古屋全国絵画共進会審査員審査員嘱託[1]
- 明治38年（1905年）3月 愛知県立五二品評会絵画部審査員嘱託[1]
- 明治43年（1910年）3月 名古屋開府三百年紀念新古美術店百覧会審査員嘱託[1]

## 親族
- 父：織田共樵
- 母：1875年（明治8年）6月6日没[1]。
- 甥：織田旦斎
- 先妻：乙女 - 森弘道長女。1875年（明治8年）結婚、1880年（明治13年）5月11日没[1]。
- 後妻：すゑ - 乙女妹。乙女没年に結婚[1]。
- 長男：織田益吉 - 1884年（明治17年）生[1]。陸軍獣医？
- 二男：織田杏所（安吉） - 1886年（明治19年）生、1901年（明治34年）没[1]。
- 三男：織田杏逸（三吉） - 1890年（明治23年）1月20日生[1]。